# 9 Lubliniecko-Opolski Pułk Piechoty

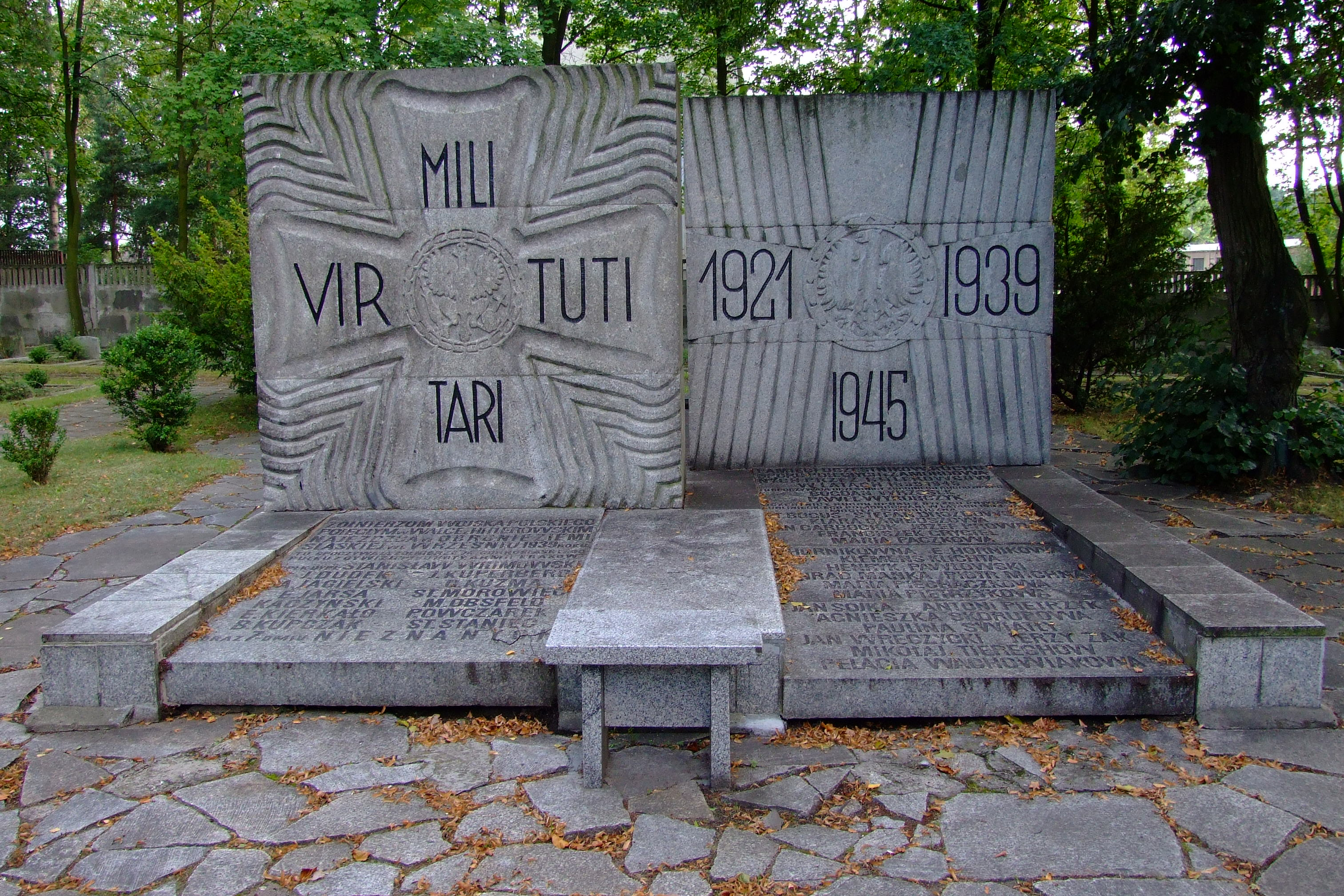
Pomnik Żołnierzy Wojska Polskiego i Powstańców Śląskich w Lublińcu

9 Lubliniecko-Opolski Pułk Piechoty – pułk piechoty polskiej okresu III powstania śląskiego. Pierwotnie jako Podgrupa "Linke" w Grupie "Północ".
Jego powstańcy, żołnierze rekrutowali się z okolic Lublińca i Opola (stąd nazwa).
Podgrupa Linke – stan wedle raportu dyslokacyjnego z 23 maja 1921 r.
- Dowódca podgrupy: kpt. Wincenty Mendoszewski pseud. "Linke"
- Adiutant ppor. Józef Kwapiszewski

- I batalion opolski dow. - podchor. Teodor Mańczyk pseud. „Maiwald”
- II batalion opolski dow. – por. Michał Przybysz pseud. „Młot”
- III batalion dow. - por. Edmund Kabza
- IV batalion z Zawadzkiego dow. - kpt. Karol Brandys „Brauman”
- V batalion tarnogórski dow. - Drabski[1][2]